# Francisco Macedo
Francisco Macedo is een gemeente in de Braziliaanse deelstaat Piauí. De gemeente telt 2.315 inwoners (schatting 2009).